# Pierre-Yves Dermagne
Pierre-Yves Dermagne (Namen, 30 december 1980) is een Belgisch politicus voor de PS.

## Levensloop
Dermagne promoveerde in 2003 tot licentiaat in de rechten aan de UCL. In 2010 schreef hij zich als advocaat in aan de balie van Dinant.
Hij werd politiek actief bij de PS, waar hij ging behoren tot de Waals-regionalistische strekking. Hij was van 2004 tot 2008 parlementair attaché van Waals Parlementslid Maurice Bayenet, van 2008 tot 2009 adjunct-kabinetschef van Waals minister Philippe Courard en van 2009 tot 2014 politiek secretaris op het kabinet van Waals minister Eliane Tillieux.
In oktober 2006 werd Dermagne verkozen tot provincieraadslid van de provincie Namen. Hij bleef deze functie uitoefenen tot in juni 2014 en was in de provincieraad voorzitter van de PS-fractie. Van januari tot december 2012 was hij bestendig afgevaardigde van de provincie, bevoegd voor Cultuur. In oktober 2006 werd Dermagne tevens gemeenteraadslid van Rochefort. Van december 2012 tot december 2018 was hij eerste schepen van de stad, zij het van januari tot juli 2017 als Waals minister titelvoerend. Als eerste schepen kreeg hij een breed takenpakket, met bevoegdheden als Werk, Ruimtelijke Ordening, Leefmilieu, Stedenbouw en Economie. Na de verkiezingen van oktober 2018 werd Dermagne burgemeester van Rochefort. Vanaf september 2019 was hij als Waals minister verhinderd in deze functie en werd hij  vervangen door een waarnemend burgemeester, eerst was dat Corinne Mullens en nadien vanaf 2022 Julien Defaux. Dermagne bleef burgemeester tot in december 2024 en werd daarna weer eerste schepen, belast met Financiën, Begroting, Cultuur, Erediensten en Juridische Zaken. 
Bij de verkiezingen van mei 2014 werd Dermagne voor het arrondissement Dinant-Philippeville verkozen in het Waals Parlement en in het Parlement van de Franse Gemeenschap. In het Waals Parlement ging hij zetelen in de commissie Leefmilieu, Ruimtelijke Ordening en Transport en was hij van 2014 tot 2017 ondervoorzitter van de commissie Lokale Besturen, Huisvesting en Energie. Samen met Christophe Collignon en Nicolas Martin, andere vertegenwoordigers van de Waals-regionalistische strekking binnen zijn partij, ondertekende Dermagne in oktober 2015 een vrijbrief waarin gepleit werd voor een versterking van de Waalse autonomie, door de Franse Gemeenschap te ontbinden en bevoegdheden als onderwijs over te hevelen naar het Waals Gewest. Ook zetelde hij in een werkgroep die zich richtte op de hervorming van de Waalse wetgeving rond ruimtelijke ordening en zocht hij met zijn partijgenoot Dimitri Legasse een middel om de subsidies voor zonnepanelen voor burgers en bedrijven te financieren zonder heffingen door te voeren in de energiefacturen. Dermagne diende daarnaast voorstellen in om de transparantie van intercommunales te verbeteren, een Waalse strategie rond spoorwegen uit te werken, de verdeling van onverkocht voedsel uit supermarkten aan sociale initiatieven, discriminatie op de huizenmarkt te bestrijden, de huurgarantie te centraliseren en het invoeren van een kadaster voor huurprijzen. Tevens zetelde Dermagne vanaf 2015 in de Bijzondere Commissie voor Democratische Vernieuwing, die maatregelen diende uit te werken om goed bestuur op lokaal en regionaal niveau te garanderen en de participatie van burgers in het politieke proces diende te verbeteren. 
Dermagne bleef parlementslid tot in januari 2017. In die maand nam Paul Furlan ontslag uit de Waalse regering vanwege zijn politieke verantwoordelijkheid in het Publifinschandaal, waarbij bestuurders van de intercommunales Publifin en dochtermaatschappij Nethys hoge vergoedingen kregen zonder dat haar reële prestaties tegenover stonden. Dermagne volgde hem op als Waals minister van Lokale Besturen, Steden, Huisvesting en Sportinfrastructuren in de regering-Magnette. Naast de afwikkeling van dit schandaal, met de aanleg van een kadaster van intercommunales en andere bovenlokale structuren in Wallonië en de verscherping van de controles op intercommunales, voltooide hij de vernieuwde Waalse wetgeving rond huisvesting en duurzaam wonen, die in juni 2017 werd aangenomen. Hij bleef uiteindelijk slechts zes maanden minister; in juli 2017 eindigde zijn ministerschap nadat coalitiepartner cdH een nieuwe Waalse regering had gevormd met oppositiepartij MR en de PS naar de oppositie werd verwezen. 
Dermagne nam vervolgens zijn parlementaire mandaten opnieuw op en werd in september 2017 fractieleider voor de PS in het Waals Parlement, een functie die hij uitoefende tot in september 2019. Hij werd toen opnieuw minister in de Waalse Regering, ditmaal met de bevoegdheden Lokale Besturen, Huisvesting en Steden. Als Waals minister ondernam hij meteen forse stappen tegen de intercommunale Nethys, met de annulatie van de omstreden verkoop van de dochtermaatschappijen Voo, Elicio en Win, het stopzetten van de exuberante vergoedingen die ex-bestuurders van de intercommunale kregen en het ontslag van de belangrijkste bestuurders, zonder dat zij een ontslagvergoeding konden krijgen. Als Waals minister probeerde hij ook de financiering van de Waalse hulpverleningszones te verbeteren door er de provincies bij te betrekken, alsook richtte hij een taskforce op om de problemen van de financiering van gemeenten aan te pakken, lanceerde hij een ambitieus plan om sociale woningen te renoveren en tegen 2024 3.000 van zulke woningen bij te bouwen en maakte hij werk van de invoering van een nultarief bij het verstrekken van huurwaarborgleningen. 
In oktober 2020 maakte Dermagne de overstap naar de federale regering-De Croo, waarin hij vicepremier en minister van Werk en Economie werd. Onder zijn ministerschap werden de minimumlonen verhoogd en werd er werk gemaakt van een uitbreiding van de flexi-jobs. Als minister van Werk diende hij daarnaast werk te maken van de doelstelling om tegen 2030 80 procent van de actieve bevolking aan de slag te krijgen. Hiertoe werd na lange discussies in juni 2022 een arbeidsmarkthervorming doorgevoerd, die zich echter vooral richtte op werkbaar werk en onvoldoende activeringsmaatregelen bevatte om de vooropgestelde doelstelling te halen.
Bij de federale verkiezingen van juni 2024 werd Dermagne als lijsttrekker van de PS in de kieskring Namen verkozen in de Kamer van volksvertegenwoordigers. Hij werd er aangeduid als fractievoorzitter voor zijn partij, een functie die hij opnam eens zijn ambt als minister in februari 2025 was afgelopen. Vanaf december 2024 was hij als ontslagnemend minister eveneens bevoegd voor Relance, Strategische Investeringen en Wetenschapsbeleid, nadat de bevoegde staatssecretaris en zijn partijgenoot Thomas Dermine opstapte om burgemeester van Charleroi te worden. 